# The Stone: Issue Three
The Stone: Issue Three je koncertní album, které spolu nahráli avantgardní hudebníci John Zorn, Laurie Anderson a Lou Reed. Album bylo nahrané 18. ledna 2008 a vydané v dubnu téhož roku. Producentem alba se stal John Zorn.

## Seznam skladeb
| Pořadí | Název  | Délka |
| ------ | ------ | ----- |
| 1.     | Part 1 |       |
| 2.     | Part 2 |       |
| 3.     | Part 3 |       |

## Obsazení
- John Zorn – altsaxofon
- Lou Reed – elektrická kytara
- Laurie Anderson – housle, efekty